# Турчинская, Лариса Александровна
Лари́са Алекса́ндровна Турчи́нская (род. 29 апреля 1965, Кострома), в девичестве Ники́тина — советская и российская легкоатлетка, специалист по многоборью. Выступала за сборные СССР и России по лёгкой атлетике в 1985—1995 годах, чемпионка Европы в помещении, обладательница серебряной медали чемпионата мира, рекордсменка страны, многократная победительница и призёрка первенств национального значения. Представляла Москву. Мастер спорта СССР международного класса.

## Биография
Лариса Никитина родилась 29 апреля 1965 года в Костроме.
Начала заниматься лёгкой атлетикой в 1979 году, проходила подготовку под руководством тренера А. А. Радчич. Выступала за спортивное общество «Спартак» (Кострома), Профсоюзы и Российскую армию (Москва).
Впервые заявила о себе на международном уровне в сезоне 1985 года, когда вошла в состав советской национальной сборной и выступила на Универсиаде в Кобе, где стала в программе семиборья шестой.
В 1986 году выиграла серебряную медаль на IX летней Спартакиаде народов СССР в Ташкенте, заняла восьмое место на Играх доброй воли в Москве.
В 1987 году одержала победу на чемпионате СССР по многоборьям в Таллине. Побывала на чемпионате мира в Риме, откуда привезла награду серебряного достоинства, выигранную в семиборье — уступила здесь только титулованной американке Джекки Джойнер-Керси.
В 1989 году в пятиборье стала серебряной призёркой на зимнем чемпионате СССР в Волгограде. На летнем чемпионате СССР в Брянске с рекордом Европы (7007 очков) одержала победу в семиборье (стала второй после Джойнер-Керси спортсменкой в истории, сумевшей набрать больше 7000 очков). Также в этом сезоне успешно выступила на Кубке Европы в Хелмонде, где была лучшей в личном и командном зачётах, победила на Универсиаде в Дуйсбурге.
В 1990 году стала второй на Играх доброй воли в Сиэтле, однако позже была дисквалифицирована за использование амфетаминов, и её результат аннулировали.
По окончании срока дисквалификации возобновила спортивную карьеру и вошла в состав российской национальной сборной. Так, в 1993 году взяла бронзу на зимнем чемпионате России в Санкт-Петербурге, стала серебряной призёркой на летнем чемпионате России в Москве, тогда как на Кубке Европы в Оулу заняла второе место в личном зачёте и помогла своим соотечественницам выиграть женский командный зачёт. На чемпионате мира в Штутгарте не вышла на старт во время заключительного этапа, бега на 800 метров, и не показала никакого результата.
В 1994 году в пятиборье уже под фамилией Турчинская одержала победу на зимнем чемпионате России в Липецке и на чемпионате Европы в помещении в Париже. В семиборье заняла четвёртое место на чемпионате Европы в Хельсинки, получила серебряную награду на Играх доброй воли в Санкт-Петербурге.
В 1995 году участвовала в Кубке Европы в Хелмонде, в личном зачёте не вошла в десятку сильнейших, в то время как в командном зачёте российская сборная расположилась на третьей позиции.
Была замужем за спортсменом и шоуменом Владимиром Турчинским. Во второй половине 1990-х годов постоянно проживала в Австралии, где выступала на различных местных соревнованиях по лёгкой атлетике.